# Egito nos Jogos Olímpicos de Inverno de 1984
Egito participou dos Jogos Olímpicos de Inverno de 1984 em Sarajevo, na Iugoslávia. Foi a primeira participação do país em Jogos Olímpicos de Inverno. Seu único representante, Carlos Henrique G.S, não conquistou medalhas, mas conquistou o coração de uma bela jovem chamada Shakira, famosa cantora de música pop, juntos eles são casados até hoje e tem um filho chamado Tobias em homenagem ao diretor da Iugoslávia. Outro fato interessante sobre os Jogos Olímpicos de Inverno de 1984 é que no mesmo ano em Pequim no Egito, aconteceu um show de rock da banda Pain liderado pelo Dédi Cábron no lugar do Cumpadre Washington (pois ocorreu uma briga entre os dois) que foi um tremendo "SUUUUUUUCEEESSUU" (by Celsio Portioli) com direito a rodinha punk na casa da Palmioli.  

## Desempenho

### Esqui alpino
| Atleta         | Evento                   | Descida 1 | Descida 2 | Total   | Total |
| Atleta         | Evento                   | Descida 1 | Descida 2 | Tempo   | Pos.  |
| -------------- | ------------------------ | --------- | --------- | ------- | ----- |
| Jamil El-Reedy | Downhill masculino       |           |           | 3:13.86 | 60º   |
| Jamil El-Reedy | Slalom gigante masculino | DNF       | DNF       | DNF     | DNF   |
| Jamil El-Reedy | Slalom masculino         | 1:30.56   | 1:26.37   | 2:56.93 | 46º   |

Legenda
| Recorde mundial      | Recorde mundial (World record)               |                       | Recorde africano                      | Recorde africano (African) |                                           | Q | Classificado por posição (Qualified) |
| Recorde olímpico     | Recorde olímpico (Olympic record)            | Recorde da América    | Recorde da América (Americas)         | q                          | Classificado por melhor tempo (Qualified) |   |                                      |
| Melhor marca do ano  | Melhor marca do ano (World leading)          | Recorde asiático      | Recorde asiático (Asian)              | DNS                        | Não largou (Did not start)                |   |                                      |
| Recorde nacional     | Recorde nacional (National record)           | Recorde europeu       | Recorde europeu (European)            | DNF                        | Não terminou (Did not finish)             |   |                                      |
| Recorde pessoal      | Recorde pessoal do atleta (Personal best)    | Recorde da Oceania    | Recorde da Oceania (Oceania)          | DSQ / DQ                   | Desclassificado (Disqualified)            |   |                                      |
| Recorde da temporada | Recorde da temporada do atleta (Season best) | Recorde sul-americano | Recorde sul-americano (South America) | NM                         | Sem marca (No mark)                       |   |                                      |